# L’Osservatore Romano
L’Osservatore Romano (italienisch: für Der Römische Beobachter) ist die Tageszeitung des Heiligen Stuhles und der Vatikanstadt. 
Die offizielle Veröffentlichung des Apostolischen Stuhls sind die Acta Apostolicae Sedis. Der Osservatore Romano ist neben Radio Vaticana und Centro Televisivo Vaticano eine der drei Nachrichtenquellen des Vatikans, die seit 2017 in Vatican News zusammengeführt wurden.

## Geschichte
Die erste Nummer des L’Osservatore Romano erschien am 1. Juli 1861 in Rom. Sie wurde vom stellvertretenden „Innenminister“ der päpstlichen Regierung, Marcantonio Pacelli, Großvater von Papst Pius XII., ins Leben gerufen. Die ersten Nummern hatten einen Umfang von vier Seiten. Am Ende des Jahres 1861 wurde der Untertitel „moralische Zeitung“ aufgegeben. Unter dem Zeitungskopf tauchte erstmals das noch heute verwendete Motto auf: „Unicuique suum – non praevalebunt“ („Jedem das Seine – sie werden sie nicht überwältigen“; vgl. Mt 16,18 ).
Durch das Risorgimento fühlte sich der Kirchenstaat unter Pius IX. in seiner Unabhängigkeit bedroht und benutzte die Zeitung als Kampforgan gegen antikirchliche Kräfte. Besonders nachdem Augusto Baviera 1866 Chefredakteur geworden war, wurden Repräsentanten des Königreichs Italien attackiert und wurde die Freimaurerei kritisiert. Als erste Journalistin der Zeitung arbeitete ab Januar 1867 Antonietta Klitsche de la Grange (1832–1912), eine später bekannte Romanschriftstellerin und Enkelin des Prinzen Louis Ferdinand von Preußen.
1938 kritisierte das Blatt die Diskriminierung der Juden in NS-Deutschland. Nach der deutschen Besetzung der Benelux-Staaten prangerte Papst Pius XII. die militärischen Übergriffe an. Durch Faschisten kam es sogleich am nächsten Tag zu Übergriffen auf das Blatt. Zeitungsbündel wurden öffentlich verbrannt sowie Käufer und Verkäufer bedroht.
Seit 4. Februar 2008 erscheint die Zeitung mit neuem Layout. Die Schrift wurde verändert und auch Farbfotos kommen auf der Titelseite zum Einsatz.
Seit 2012 erscheint einmal monatlich, jeweils am letzten Donnerstag, eine farbige Frauenbeilage unter dem Titel Donne, Chiesa, Mondo (deutsch: Frauen, Kirche, Welt). Verantwortlich ist Giulia Galeotti, die darauf verweist, dass Benedikt XVI. sich zwar nicht ausdrücklich eine solche Beilage gewünscht habe, aber mehr Berichte über Frauen. Neben „Frauen im Dienst der Weltkirche“ werden auch Themen wie Prostitution oder fehlende Kinderbetreuungsplätze in Italien gebracht. Hinzu kommen unterhaltende Beiträge. Ende März 2019 trat die komplette Redaktion von Donne, Chiesa, Mondo geschlossen zurück. Grund hierfür sei ein wachsendes Klima des Misstrauens.
Seit der Zeitungsgründung war die Redaktion in der Vatikanstadt untergebracht, und zwar über lange Zeit in der Via del Pellegrino. Im November 2020 verließ die Redaktion die Vatikanstadt und zog zur Piazza Pia neben der Engelsburg.

## Deutsche Ausgabe
Die deutschsprachige Ausgabe, die seit dem 8. Oktober 1971 wöchentlich erscheint, nahm nach und nach an Umfang zu. Ab dem 3. Januar 1986 wurden Druck, weltweiter Vertrieb und Marketing der Zeitung zum Schwabenverlag nach Deutschland verlegt. Das Blatt wird in Deutschland von der Deutschen Bischofskonferenz bezuschusst, da es sich nicht selbst tragen kann. Nach Ernst Schlögels Weggang Anfang 2007 leitete die Tirolerin Astrid Haas aus Steinach am Brenner die deutsche Ausgabe des Blattes kommissarisch. Anfang 2008 wurde sie Chefredakteurin und war somit bis zu ihrer Pensionierung 2017 die erste Frau, die eine Ausgabe des Vatikan-Blattes leitete.

## Publizistische Bedeutung
Die Berichterstattung ist zum Teil vergleichbar mit der eines Amtsblatts, wobei die offizielle Veröffentlichung des Apostolischen Stuhls die Acta Apostolicae Sedis ist. L’Osservatore Romano als Tageszeitung des Vatikans veröffentlicht Reden, Verlautbarungen und Dokumente des Papstes, offizielle Berichte, kirchenamtliche Meldungen und Kommentare. Darüber hinaus erscheinen Berichte zu ausgesuchten Theologie-, Kunst- und Geschichtsthemen mit christlichem Bezug.
Als offizielle Tageszeitung des Vatikanstaates findet der L’Osservatore Romano breite Beachtung in der Weltpresse.

## Ausgaben
- italienische Ausgabe (seit 1861, Tagesausgabe)
- französische Ausgabe (seit 1949, Wochenausgabe)
- italienische Ausgabe (seit 1950, Wochenausgabe)
- englische Ausgabe (seit 1968, Wochenausgabe)
- spanische Ausgabe (seit 1969, Wochenausgabe)
- portugiesische Ausgabe (seit 1970, Wochenausgabe)
- deutsche Ausgabe (seit 1971, Wochenausgabe)
- polnische Ausgabe (seit 1980, Monatsausgabe)
- italienische Ausgabe (seit 1985, Sonntagsausgabe, OR-Domenica)
- Ausgabe in Malayalam (seit 2008, Übersetzung der englischen Wochenausgabe)

Sieben Ausgaben, darunter die deutschsprachige, sind online verfügbar.

## Chefredakteure
- Nicola Zanchini und Giuseppe Bastia (1861–1866)
- Augusto Baviera (1866–1884)
- Cesare Crispolti (1884–1890)
- Giovan Battista Casoni (1890–1900)
- Giuseppe Angelini (1900–1919)
- Giuseppe Dalla Torre del Tempio di Sanguinetto (1920–1960)
- Raimondo Manzini (1960–1978)
- Valerio Volpini (1978–1984)
- Mario Agnes (1984–2007)
- Giovanni Maria Vian (2007–2018)
- Andrea Monda (seit 2018)